# Bryson (Texas)
Bryson è un centro abitato degli Stati Uniti d'America situato nella contea di Jack dello Stato del Texas.
La popolazione era di 539 persone al censimento del 2010.

## Geografia fisica
Bryson è situata a 33°09′38″N 98°23′16″W (33.160523, -98.387805), circa 14 miglia a sud ovest di Jacksboro lungo la U.S. Highway 380.
Secondo lo United States Census Bureau, ha un'area totale di 1,3 miglia quadrate (3,4 km²), di cui 1,2 miglia quadrate (3,1 km²) di terreno e 0,1 miglia quadrate (0,26 km², 6.77%) d'acqua.

## Società

### Evoluzione demografica
Secondo il censimento del 2000, c'erano 528 persone, 222 nuclei familiari e 146 famiglie residenti nella città. La densità di popolazione era di 426,0 persone per miglio quadrato (164,4/km²). C'erano 261 unità abitative a una densità media di 210,6 per miglio quadrato (81,3/km²). La composizione etnica della città era formata dal 93,75% di bianchi, lo 0,76% di afroamericani, il 2,27% di nativi americani, lo 0,38% di asiatici, lo 0,19% di altre razze, e il 2,65% di due o più etnie. Ispanici o latinos di qualunque razza erano l'1,70% della popolazione.
C'erano 222 nuclei familiari di cui il 31,1% aveva figli di età inferiore ai 18 anni, il 53,2% aveva coppie sposate conviventi, il 9,5% aveva un capofamiglia femmina senza marito, e il 33,8% erano non-famiglie. Il 30,6% di tutti i nuclei familiari erano individuali e il 14,9% aveva componenti con un'età di 65 anni o più che vivevano da soli. Il numero di componenti medio di un nucleo familiare era di 2,38 e quello di una famiglia era di 2,98.
La popolazione era composta dal 26,5% di persone sotto i 18 anni, il 7,8% di persone dai 18 ai 24 anni, il 27,1% di persone dai 25 ai 44 anni, il 22,7% di persone dai 45 ai 64 anni, e il 15,9% di persone di 65 anni o più. L'età media era di 38 anni. Per ogni 100 femmine c'erano 92,7 maschi. Per ogni 100 femmine dai 18 anni in giù, c'erano 86,5 maschi.
Il reddito medio di un nucleo familiare era di 26.071 dollari e quello di una famiglia era di 30.588 dollari. I maschi avevano un reddito medio di 27.083 dollari contro i 20.114 dollari delle femmine. Il reddito pro capite era di 13.264 dollari. Circa il 12,3% delle famiglie e il 17,4% della popolazione erano sotto la soglia di povertà, incluso il 15,9% di persone sotto i 18 anni e il 26,5% di persone di 65 anni o più.